# Docalidia serra
Docalidia serra är en insektsart som beskrevs av Nielson 1979. Docalidia serra ingår i släktet Docalidia och familjen dvärgstritar. Inga underarter finns listade i Catalogue of Life.